# Tre (film 1965)
Tre (in serbo-croato:Tri) è un film jugoslavo del 1965 diretto da Aleksandar Petrović. È stato candidato all'Oscar al miglior film straniero nel 1967.

## Trama
Ambientato durante la Seconda guerra mondiale, la pellicola si dipana in tre episodi, all'inizio, nel frammezzo e alla fine del conflitto ed accompagna le vicende di un giovane militare iugoslavo, Milos Bojanic. Mentre cerca di sfuggire ai soldati tedeschi, il giovane si ritrova in mezzo ad un gruppo di profughi in attesa di prendere un treno che li porti via dal conflitto; nel frattempo un uomo privo di documenti viene accusato di un piccolo crimine e la folla chiede a tre soldati di arrestarlo. Milos cerca di impedire ai soldati di giustiziare lo sconosciuto ma invano. Successivamente la moglie di quest'ultimo dimostrerà la sua innocenza di fronte a tutti.
Nel secondo episodio Milos partecipa con un gruppo di partigiani a un'azione di sabotaggio e viene inseguito dai tedeschi fino all'interno di una palude, dove incontra un altro fuggitivo che si immolerà per farlo sfuggire all'arresto.
Nel terzo episodio Milos è ormai un ufficiale dell'esercito iugoslavo alla fine del conflitto, e riceve l'ordine di recarsi in un villaggio dove dovrà giustiziare tutti i collaborazionisti che hanno simpatizzato con i tedeschi durante la guerra. Nonostante tra costoro si trovi una donna della quale si innamora, ciò non gli impedirà di eseguire gli ordini.